# Jaćwingowie

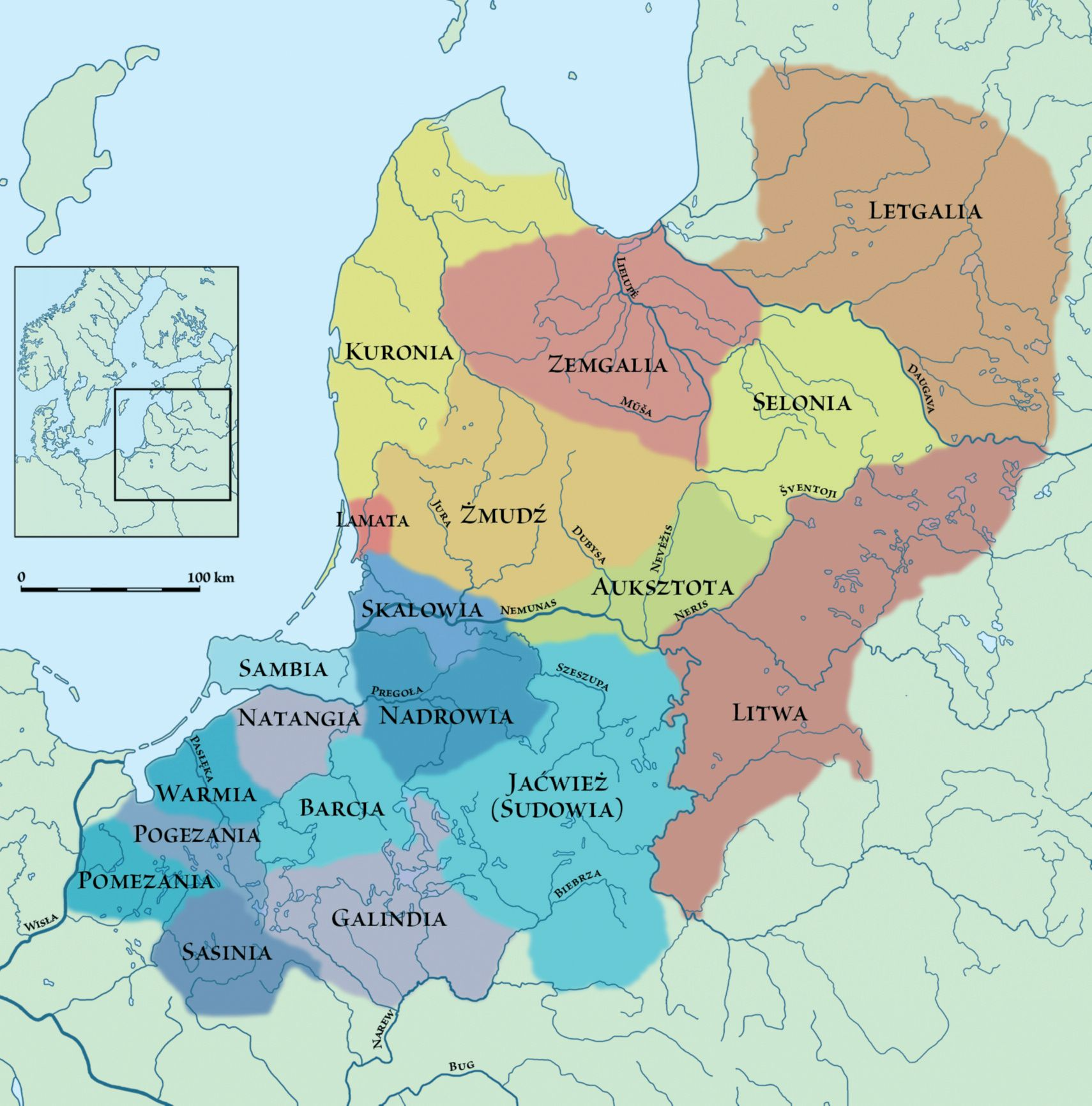
Plemiona bałtyjskie około 1200 roku

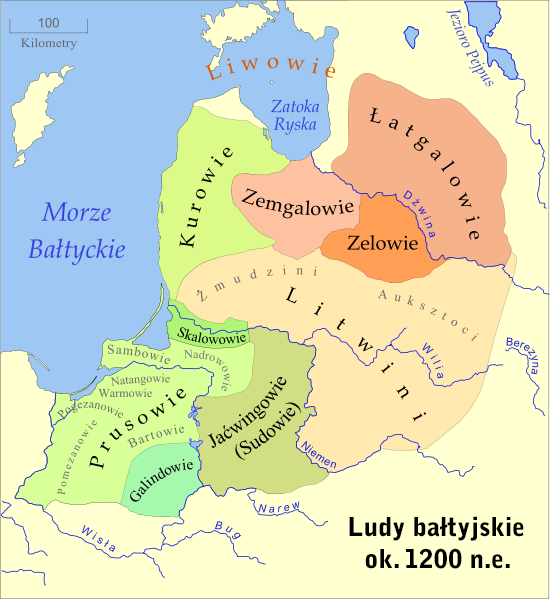
Plemiona bałtyjskie ok. 1200 roku

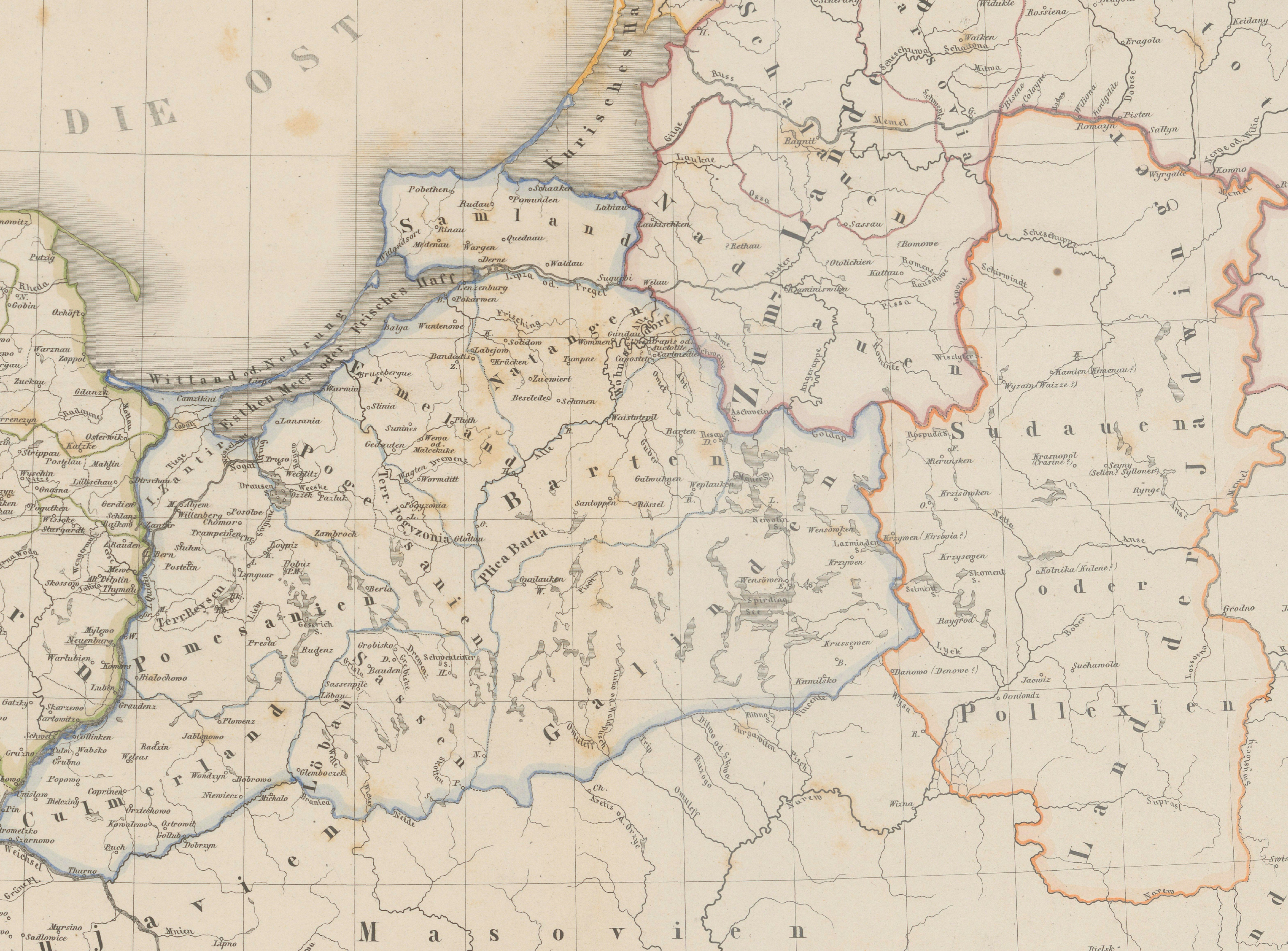
Prusy plemienne i Jaćwież według Maxa Toeppena, 1858

Jaćwingowie lub Jaćwięgowie – lud zachodniobałtycki, blisko spokrewniony z Prusami i Litwinami, zamieszkujący do późnego średniowiecza obszar pomiędzy środkowym Niemnem, Narwią a Wielkimi Jeziorami Mazurskimi. Mówili zrozumiałym dla Litwinów i Prusów słabo poznanym językiem jaćwieskim.

## Nazwy
W zależności od źródeł (ruskie, polskie, niemieckie, litewskie) oraz form wymowy, lud ten bywa znany jako:
- pol. Jaćwingowie, Jaćwięgowie, Jaćwięgi, Jadźwingowie, łac. Jaczwangos, Jentousi, lit. Jotvingiai, biał. Яцьвягі, ros. Ятвя́ги[4], niem. Jatwinger, Jadwinger, Jotwinger, Jatwägen.
- pol. Sudowowie, Sudawianie, łac. Sudovia, lit. Sūduviai, niem. Sudauer[5],
- pol. Polekszanie, Połekszanie, łac. Pollexiani[a],
- pol. Dajnowie, lit. Dainaviai[7]

Według historyka i językoznawcy Jerzego Nalepy każda z nazw dotyczyła pierwotnie tylko części terenu zamieszkanego przez Jaćwingów lub jednego z ich plemion i została przeniesiona na całą Jaćwież przez najbliżej sąsiadujące z nimi ludy. Nazwy te miały pochodzić od rzek, nad którymi zamieszkiwały poszczególne odłamy Jaćwingów: Pollexiani mieliby zajmować tereny nad rzeką Łek (obecnie Ełk) przy granicy z Mazowszem, Jatvjagi mieli zamieszkiwać okolice rzeki Antia (czyli Czarnej Hańczy) blisko Czarnej Rusi, Dajnowie — tereny dzisiejszej południowej Litwy. Odłam Jaćwingów określany jako Sudowite miał zajmować obszar w okolicach rzeki Sudonia, która jest lewym dopływem Szeszupy lub przy północnej granicy Wielkich Jezior Mazurskich.
Sudowowie bywają identyfikowani ze wspomnianymi przez starożytnych pisarzy Soudinoi (m.in. Klaudiusz Ptolemeusz). Jednak – tak jak w przypadku Galindów – nie ma naukowych przesłanek by łączyć z nimi Jaćwingów.

## Siedziby
Ślady nowego osadnictwa na terenach zamieszkanych w czasach historycznych przez Jaćwingów archeolodzy datują na VIII–IX wiek n.e. Zamieszkiwali teren pomiędzy Wielkimi Jeziorami Mazurskimi na zachodzie, środkowym odcinkiem rzeki Niemen na wschodzie i na północy oraz Biebrzą czy wręcz Narwią na południu znany jako Jaćwież. Choć opinie badaczy co do faktycznego jego zasięgu są podzielone. Wśród badaczy XIX-wiecznych istniało błędne przekonanie o dużo bardziej rozległym obszarze osadnictwa jaćwieskiego – w pojęciu tzw. „Wielkiej Jaćwieży”. Ich obecności przypisywano nawet cmentarzysko w Twarogach Ruskich położonych w pobliżu Drohiczyna nad Bugiem, daleko poza wspomnianym obszarem. Samemu Drohiczynowi błędnie przydawano rolę stolicy jaćwieskiej , do czego przyczyniła się wzmianka w kronice Macieja Miechowity oraz u Długosza. Przypisywano im także słowiańskie grodzisko znane jako „Wały Jaćwingowskie” w Niewiadomej i kurhany rostołckie, które są identyfikowane obecnie z kulturą wielbarską i Gotami.
Pod wpływem walk z Rusinami, Polakami i Zakonem oraz prowadzonej przez sąsiadów akcji kolonizacyjnej, terytorium Jaćwieży kurczyło się i w XIII wieku ograniczało się do tzw. Jaćwieży właściwej, rozumianej jako rejon Suwałk, Sejn, Augustowa, Olecka i Ełku. Ostatecznie na mocy traktatu mełneńskiego z 1422 opustoszała Jaćwież została podzielona pomiędzy Zakon i Wielkie Księstwo Litewskie. Jednym ze znacznych ośrodków Jaćwieży był gród w miejscowości Szurpiły.
Kurhany na terenach dawnej Jaćwieży przypisywane powszechnie Jaćwingom są starsze niż ich obecność na tych terenach i datują się na czasy kultury sudowskiej z II wieku n.e.

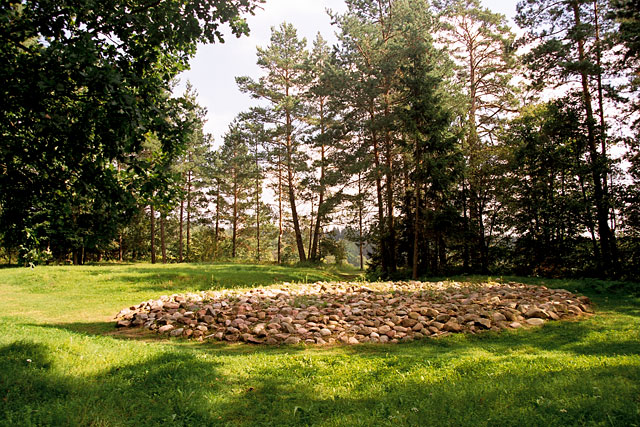
Największy kurhan na terenie cmentarzyska popularnie przypisywanego Jaćwingom w okolicy Suwałk
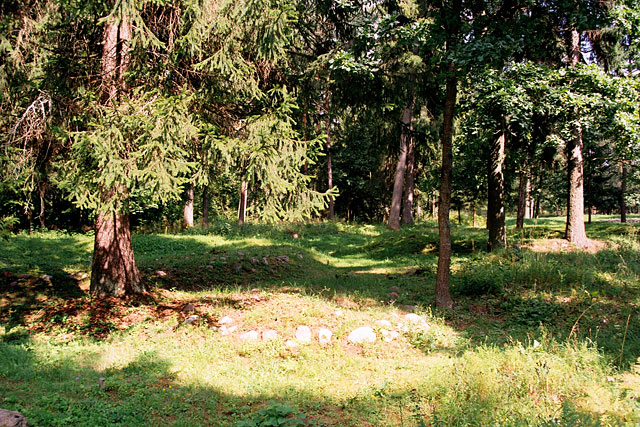
Kurhany z czasów kultury sudowskiej
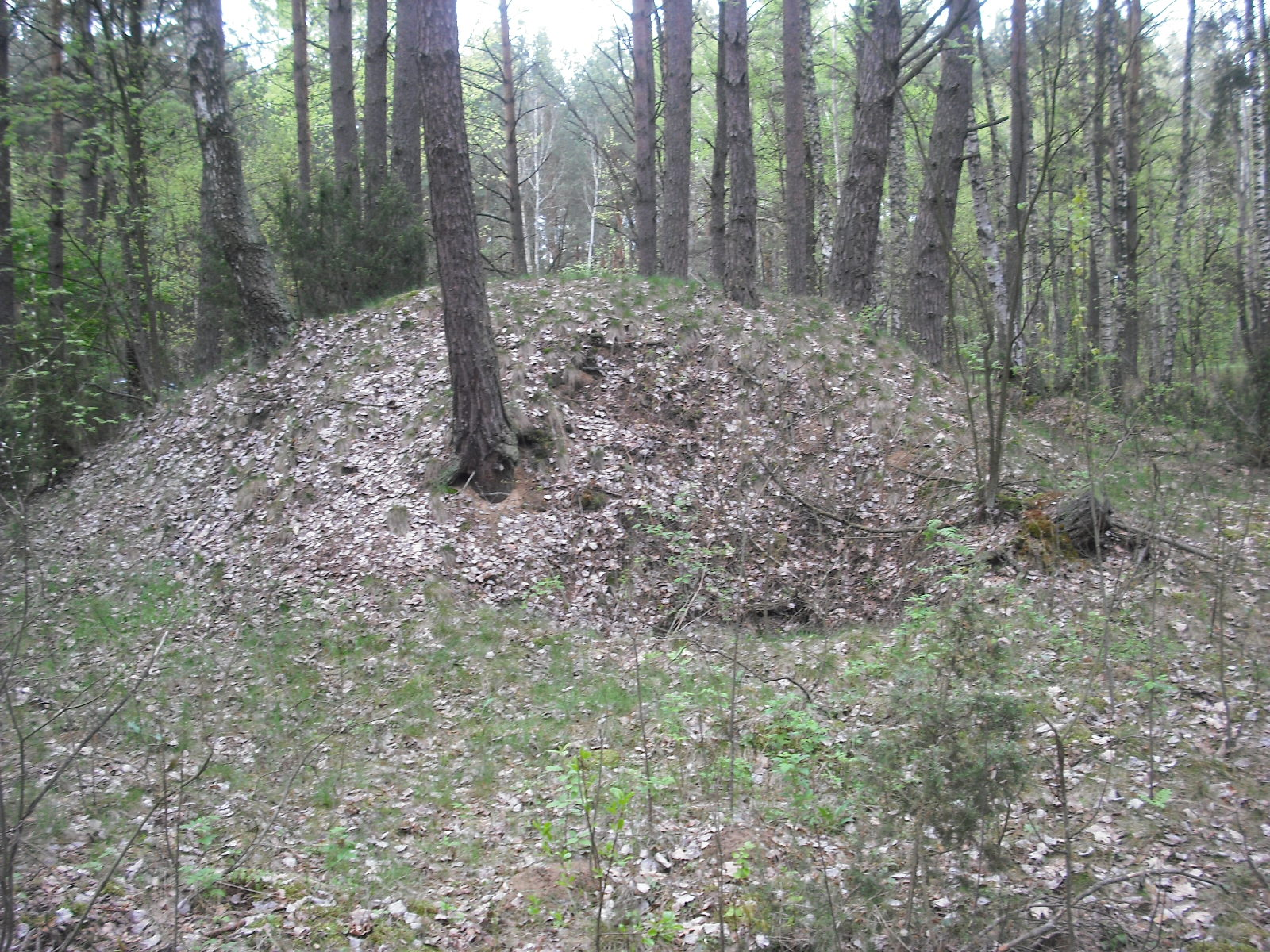
Mało znany kurhan w lesie w pobliżu wsi Jatwieź Duża

## Taktyka walki
Unikali staczania walnych bitew oraz zdobywania fortyfikacji, a swoją taktykę opierali na szybkich wypadach na terytorium nieprzyjaciela i powrotach z łupem na Jaćwież. Wyprawy odwetowe musiały się liczyć z ciężkimi warunkami terenowymi na Jaćwieży, ponieważ były to tereny zalesione, bagniste, z licznymi rzekami, jeziorami i wzgórzami morenowymi, co ułatwiało organizowanie zasadzek. Stąd ich wrogowie niejednokrotnie najeżdżali ziemie Jaćwieży zimą, gdy mróz skuwał mokrą ziemię oraz przeszkody wodne.
Kroniki średniowieczne podkreślają waleczność wojowników jaćwieskich. Jan Długosz opisując w swych „Rocznikach” wyprawę Bolesława Wstydliwego na Jaćwingów w 1264 r. zawarł taką ich charakterystykę:

Mieszka zaś naród Jaćwingów w północnej stronie, graniczy z Mazowszem, Rusią i Litwą i ma język w dużej mierze podobny do języka Prusów i Litwinów i zrozumiały dla nich, a ludy dzikie, wojownicze i tak bardzo żądne sławy i pamięci, że dziesięciu spośród nich walczyło ze stu wrogami, zachęconych tą jedyną nadzieją i świadomością, że po śmierci i zagładzie ziomkowie będą ich sławić pieśniami o dzielnych czynach. To usposobienie przyprawiło ich o zgubę, ponieważ mała garstka łatwo ulegała liczebnej przewadze tak, że powoli niemal cały ich naród wyginął, ponieważ nikt z nich nie cofał się przed nierówną walką, ani nie starał się uciec po wdaniu się w walkę.

## Historia

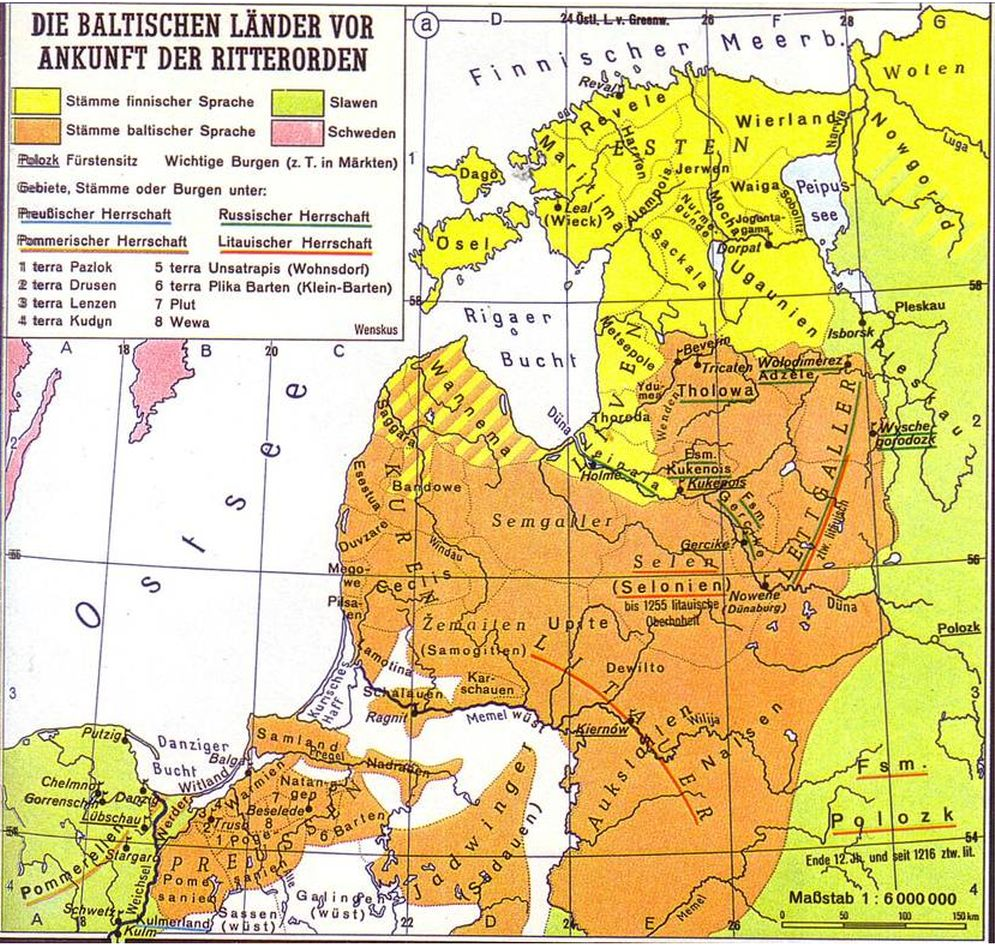
Ziemie Prusów i Bałtów przed przybyciem w XIII wieku zakonów rycerskich

- epoka brązu – w okolicy wsi Jatwieź Duża w okresie pomiędzy VIII a VI wiekiem p.n.e. znajdowała się osada o charakterze obronnym[24]
- II–VII wiek n.e. – kultura sudowska obejmuje teren zajmowany później przez Jaćwingów.
- II wiek – Ptolemeusz, grecki geograf – za Marinosem z Tyru[11] – pisze o Galindach i „Sudinach” (stgr. Γαλινδαι και Σουδινοί – czyt. Galindai kai Soudinoi).
- 2. połowa II wieku–początek III wieku – pierwsze groby w kurhanach kamienno-ziemnych[11]
- VI–VII wiek – kryzys kultury sudowskiej, zanik wcześniejszych zwyczajów pogrzebowych w postaci kurhanów i większości osadnictwa, przypuszczalnie związany z Wielką wędrówką ludów. Większość Sudowii po tym okresie nie jest zamieszkana.
- IX wiek – powstają nowe struktury osadnicze. Początki osadnictwa jaćwieskiego.
- 944 – Nestor wymienia wśród posłów wareskich Igora do Konstantynopola Warega zwanego: Jatwiag Gunarew – pierwsze wystąpienie nazwy w piśmie,
- 983 – Powieść minionych lat wzmiankuje o najeździe Włodzimierza Wielkiego[25]  na teren Jaćwieży[26]. Wzmianka Nestora jest pierwszym pewnym użyciem ich nazwy[27]. Spalenie ośrodka w Szurpiłach (potwierdzone badaniami archeologicznymi)[12].
- X wiek – Bolesław I Chrobry sprzymierza się z Jaćwingami w walce przeciw Rusi i pozostałym plemionom pruskim[28].
- 1038, 1040, 1044 – najazdy Jarosława Mądrego, księcia Rusi na Jaćwież wzmiankowane przez Nestora[26].
- XI–XIII wiek – walki Jaćwingów z Polakami i Rusinami, czasowe koalicje z Polakami przeciw Rusinom i Prusom (wyludnienie w wyniku najazdów sąsiedniej, pruskiej Galindii). Najazdy jaćwieskie na Mazowsze a wręcz na lubelską Małopolskę powodują odwetowe najazdy książąt polskich.
- 1102 – Rusini ponownie najeżdżają Jaćwież[29].
- 1112 – wyprawa Jarosława Światopełkowicza, księcia wołyńskiego przeciw Jaćwieży.
- 1170 – Benesz, brat Bolesty uderza z Jaćwingami na wieś Biskupice by zamordować biskupa płockiego Wernera[30].
- 1192 – opisana przez Kadłubka odwetowa wyprawa księcia Kazimierza Sprawiedliwego przeciwko Jaćwingom, który najpierw pobił pod Drohiczynem sprzymierzonego z nimi rusińskiego księcia, a potem wkroczył na Jaćwież i zmusił do poddaństwa i płacenia trybutu Połekszan[31][32].
- 1196 – najazd jaćwięski na księstwo halicko-włodzimierskie i odwetowa zimowa wyprawa księcia Romana[33]
- ok. 1217 – Jaćwingowie wspomagają księcia Daniela Halickiego w wojnie z Leszkiem Białym[34].
- po 1231 – Konrad Mazowiecki sprzymierzony z Jaćwingami walczy przeciw Bolesławowi Wstydliwemu[35].
- 1254 – układ w Raciążu o planowanym rozbiorze Jaćwieży pomiędzy księciem mazowieckim Siemowitem I, Danielem Halickim i komturem Burchardem von Hornhausenem[36].
- 1255/1256 – zimowa wyprawa Daniela halickiego, Siemowita I i wojsk Bolesława Wstydliwego doprowadziła do narzuceniem zwierzchności Jaćwieży[37]
- 1254–1257 – okres istnienia krótkotrwałego biskupstwa łukowskiego, erygowanego staraniem Bolesława Wstydliwego celem chrystianizacji Jaćwingów. Rozwiązane po protestach krzyżackich przez papieża[38][39].
- 1255–1260 – anonimowy autor Descriptiones terrarum opisuje w swym dziele Jaćwież i jej sąsiadów[40].
- 1256 – najazd książąt ruskich Daniela i Wasylki wspomaganych przez Piastów, Siemowita I i Bolesława Wstydliwego (małopolskie wojska Bolesława prowadzili wojewoda Sąd i kasztelan Sięgniew)[41].
- 1262 – odwetowy najazd Mendoga i Jaćwingów na Siemowita za udział w wyprawie krzyżackiej na Źmudź. Śmierć księcia w Jazdowie[42].
- 1264 – po spustoszeniu przez Jaćwingów ziemi łukowskiej i Małopolski aż po Tarczek Bolesław Wstydliwy zorganizował wyprawę odwetową, w której pobił ich wodza Komata w dwudniowej bitwie pod Brańskiem[41]
- 1273/1274 – ostatni zimowy najazd książąt ruskich na Jaćwież[43].
- 1279 – Jaćwingowie proszą księcia ruskiego Włodzimierza o dostawy zboża. Płacą srebrem, woskiem i futrami z wiewiórek, kun i bobrów. Zboże płynie łodziami Bugiem i Narwią. Pod Pułtuskiem cały transport zostaje jednak zrabowany[44][45].
- 1282 – najazd Jaćwingów i Litwinów na Lubelszczyznę, którą pustoszyli przez dwa tygodnie oraz pościg za nimi Leszka Czarnego, który zadał im klęskę w bitwie nad Narwią[46][43]. Mistrz zakonu Konrad niszczy okręg zwany Meruniska (Mieruniszki), zabija 18 możnych sudawskich i uprowadza do niewoli 600 ludzi[47][48].
- 1283 – po klęsce w walkach przeciwko Krzyżakom poddają się wodzowie Jaćwingów, m.in. Skomand[16]. Zakon przesiedla resztki Jaćwingów na wyludnioną po powstaniach pruskich Sambię (powstaje tym samym tzw. kąt sudowski – niem. Sudauische Winkel, który zachowa swą odrębność kulturową do XVI w.)[16]. Wódz Sturdo zabija dowódcę krzyżackiej wyprawy, Friedricha von Holle, po czym spaliwszy osady odchodzi ze swymi ludźmi na Litwę[49][50]. Pozostali migrują na tereny sąsiadów: Grodzieńszczyznę, Litwę oraz na południe od Biebrzy, na Mazowsze[16].
- 1283–1422 – tzw. pustka plemienna; ziemie jaćwieskie są w dużym stopniu wyludnione, pokrywa je Wielka Puszcza, która jest miejscem polowań i terenem rozgraniczenia wpływów Litwinów, Polaków i Krzyżaków[51].
- 1422 – Pokój mełneński dzieli dawną Jaćwież między Zakon i Wielkie Księstwo Litewskie. Początek nowego osadnictwa na terenach Jaćwieży.

### źródłowa
- Jan Długosz: Roczniki czyli kroniki sławnego Królestwa Polskiego. Zofia Kozłowska-Budkowa, Danuta Turkowska, Maria Kowalczyk, Julia Mruk, Krystyna Pieradzka. T. 7-8. Warszawa: PWN, 1974, s. 177-180.
- Powieść minionych lat. Wrocław: Zakład Narodowy im. Ossolińskich, 1999. ISBN 83-04-04448-X.
- Piotr z Dusburga: Kronika ziemi pruskiej. Toruń: Wydawnictwo Uniwersytetu Mikołaja Kopernika, 2005. ISBN 83-231-1744-6.

### specjalistyczna
- Aleksander Brückner, Starożytna Litwa. Ludy i bogi. Szkice historyczne i mitologiczne, rozdział III, 1904 i nn.
- Aleksander Kamiński: Jaćwież. Terytorium, ludność, stosunki gospodarcze i społeczne. Łódź: 1953.
- „Ludy Bałtyckie. Pierwotna wiara i kulty”, [w:] Aleksander Brückner, Mitologia słowiańska i polska, Warszawa 1985.
- Jerzy Nalepa: Jaćwięgowie: nazwa i lokalizacja. Białystok: 1964, seria: Seria Prace Białostockiego Towarzystwa Naukowego. ISSN 0067-6470.
- Jerzy Nalepa, Z badań nad jaćwieskimi relikatami onomastycznymi Połeksza, [w:] Studia linguistica slavica baltica K.-O. Falk, Lund 1966, S. 185–202.
- Jerzy Nalepa, Połekszanie (Pollexiani) – Plemię Jaćwięskie u północno-wschodnich granic Polski, „Rocznik Białostocki”, t. VII: 1966, Warszawa 1967, s. 7–33.
- Henryk Łowmiański: Studia nad dziejami Wielkiego Księstwa Litewskiego. Poznań: Wydawnictwo Naukowe UAM, 1983.
- Łucja Okulicz-Kozaryn: Życie codzienne Prusów i Jaćwięgów w wiekach średnich (IX–XIII w.). Warszawa: PIW, 1983. ISBN 83-06-00854-5.
- Łucja Okulicz-Kozaryn: Dzieje Prusów. Wrocław: Leopoldinum, 1997. ISBN 83-85220-62-3.
- Grzegorz Białuński, Studia z dziejów plemion pruskich i jaćwieskich, Olsztyn, 1999.
- Jerzy Strzelczyk: Zapomniane narody Europy. Wrocław: Wydawnictwo Ossolineum, 2006, seria: Zrozumieć Europę . ISBN 978-83-04-04769-3..
- Jerzy Antoniewicz: Bałtowie zachodni w V w. p.n.e. – V w n.e. Terytorium, podstawy gospodarcze i społeczne plemion prusko-jaćwieskich i letto-litewskich. Olsztyn-Białystok: Pojezierze, 1979. ISBN 83-7002-001-1. Brak numerów stron w książce
- Jerzy Antoniewicz: Zarys pradziejów powiatu suwalskiego. W: Studia i materiały do dziejów Suwalszczyzny. Białystok: Białostockie Towarzystwo Naukowe, 1965, s. 13–50.
- Jerzy Wiśniewski. Badania nad dziejami osadnictwa ziem dawnej Jaćwieży i jej pogranicza – wyniki i propozycje. „Rocznik Białostocki”. XIV, 1981. Białystok. ISSN 0080-3421.
- Sławomir Wadyl. Od Soudinoi do Sudavitae. Korzenie Prusów i Jaćwingów. „In Tempore”, 2008. Toruń: Uniwersytet Mikołaja Kopernika. Wydział Nauk Historycznych.brak numeru strony
- Marcin Engel, Piotr Iwanicki, Grażyna Iwanowska, Cezary Sobczak, Grodziska Jaćwieży w perspektywie badań Działu Archeologii Bałtów Państwowego Muzeum Archeologicznego w Warszawie, [w:] Archaeologica Hereditas, t. 2, Warszawa; Zielona Góra: Wydawnictwo Fundacji Archeologicznej, 2013, s. 45–63, ISBN 978-83-932546-7-5.
- Engel Marcin, Systemy wczesnośredniowiecznego osadnictwa jaćwieskiego w świetle badań ośrodków w Szurpiłach i Konikowie. Rozprawa doktorska napisana pod kierunkiem J. Okulicza-Kozaryna i W. Nowakowskiego, Warszawa 2012: Instytut Archeologii Uniwersytetu Warszawskiego
- Jan Tyszkiewicz: Jaćwież wczesnośredniowieczna. Pomiędzy Niemnem, Biebrzą i Gołdapią, czyli przeciw legendom. W: Świt pogranicza. M. Nagielski, A.Rachuba, S. Górzyński (red.). Warszawa: 2003. ISBN 978-83-7181-302-3.
- Wojciech Nowakowski. Kurhany Jaćwięgów – kilkadziesiąt lat naukowego mitu. „Światowit”, s. 181–192, 2012. Wydawnictwa Uniwersytetu Warszawskiego. ISSN 0082-044X. [dostęp 2021-08-31].

### popularna
- Wojciech Giełżyński: Jaćwięgi są wśród nas. Warszawa: Iskry, 2001. ISBN 83-207-1666-7.,
- „Królowa węży”, [w:] Oskar Miłosz, Legendy i podania litewskie, Olsztyn 1985.
- „O pięknej Egle i królu jezior – Żaltysie”, [w:] Legendy i podania Polskie, pod red. M. Orłoń, J. Tyszkiewicz, Warszawa 1986.
- Jan Skorupski, Synowie drzew, Kraków, WAM, 2006 (beletrystyka)
- Piotr Bunar, Stanisław A. Sroka: Słownik wojen, bitew i potyczek w średniowiecznej Polsce. Kraków: Universitas, 2004. ISBN 83-242-0397-4.